# آلمودنا سید تستادو
آلمودنا سید تستادو (به اسپانیایی: Almudena Cid Tostado) ژیمناست زادهٔ ۱۵ ژوئن ۱۹۸۰ میلادی اهل کشور اسپانیا است.